# Baldovino VI di Fiandra
Baldovino di Fiandra o di Hainaut, detto Baldovino di Mons (1030 circa – Hasnon, 17 luglio 1070), fu conte d'Hainaut dal 1051 e poi, anche conte delle Fiandre dal 1067 fino alla morte.

## Origine
Baldovino era il figlio primogenito di Baldovino V conte di Fiandra, e della sorella del re di Francia Enrico I, Adele.

## Biografia
Secondo alcune fonti, in gioventù, affinché fosse educato, Baldovino fu inviato alla corte del re di Germania e futuro imperatore, Enrico III il Nero, che al raggiungimento della maggior età, nel 1045, lo fece conte di Anversa (titolo che gli fu tolto, quando suo padre, Baldovino V, si oppose all'imperatore, Enrico III il Nero).
Nel 1051 Baldovino, su suggerimento del padre, prese in moglie la vedova del conte Ermanno di Hainaut, Richilde di Egisheim, che gli portò in dote la contea di Mons.
La coppia, legata da rapporti di parentela, venne minacciata di scomunica dalle autorità ecclesiastiche; nella questione allora intervenne Papa Leone IX, che era un prozio di Richilde, che li assolse dal loro peccato, ma proibì loro di avere ulteriori rapporti coniugali.
Attraverso questo matrimonio Baldovino divenne conte di Hainaut (la contea di Hainaut, era composta dai territori della contea di Mons, del marchesato di Valenciennes e della parte meridionale del marchesato del Brabante), spodestando i due figli che Rachele aveva avuto dal primo marito: entrambi furono avviati alla vita religiosa e Ruggero  divenne nel 1066 vescovo di Châlons, mentre Agnese entrò in monastero.
Tra il 1053 e il 1054 Baldovino si unì al padre nella ribellione contro Enrico III.
Nel 1067 divenne Conte delle Fiandre succedendo al padre, morto in quell'anno.
Baldovino VI morì nel 1070; fu inumato presso l'abbazia di Hasnon, che aveva contribuito a costruire.
A Baldovino VI succedette il figlio maggiore, Arnolfo, sia nelle Fiandre che in Hainaut.
Rimasta nuovamente vedova, Richilde, che era preoccupata della ribellione del cognato Roberto il Frisone, contro suo figlio Arnolfo, per il possesso delle Fiandre, per avere un alleato contro il cognato, si offrì in moglie a William FitzOsbern, I conte di Hereford, che era nipote del re d'Inghilterra, Guglielmo il Conquistatore; il matrimonio fu approvato sia da Guglielmo il Conquistatore che dal re di Francia, Filippo I.
Roberto il Frisone aveva contestato la successione a Baldovino VI, e attaccò le truppe di Arnolfo, il 22 febbraio 1071, nella battaglia di Cassel, a Bavinchove, ai piedi di Mont-Cassel, prima che queste avessero avuto il tempo di organizzarsi. Arnolfo stesso rimase ucciso nella battaglia insieme a Guglielmo FitzOsborn, e Richilde venne catturata dalle forze di Roberto; Roberto dopo la vittoria divenne conte di Fiandra, mentre la contea di Hainaut andò al figlio minore di Richilde, Baldovino (Baldovino II di Hainaut).

## Discendenza
Baldovino da Richilde ebbe due figli:
- Arnolfo (1055 -1071), conte di Fiandra e conte di Hainaut
- Baldovino (1056 -1098), conte di Hainaut.

## Ascendenza
|                         |            |                                             | Genitori                   |  |  | Nonni |  |  | Bisnonni              |  |  | Trisnonni                |  |
|                         |            |                                             |                            |  |  |       |  |  | Arnolfo II di Fiandra |  |  | Baldovino III di Fiandra |  |
|                         |            |                                             |                            |  |  |       |  |  | Arnolfo II di Fiandra |  |  | Baldovino III di Fiandra |  |
|                         |            | Mathilde di Sassonia                        |                            |  |  |       |  |  | Arnolfo II di Fiandra |  |  |                          |  |
| Baldovino IV di Fiandra |            |                                             |                            |  |  |       |  |  | Arnolfo II di Fiandra |  |  |                          |  |
|                         |            | Rozala d'Ivrea                              | Berengario II d'Ivrea      |  |  |       |  |  |                       |  |  |                          |  |
|                         |            | Rozala d'Ivrea                              | Berengario II d'Ivrea      |  |  |       |  |  |                       |  |  |                          |  |
|                         |            | Rozala d'Ivrea                              | Willa III d'Arles          |  |  |       |  |  |                       |  |  |                          |  |
| Baldovino V di Fiandra  |            | Rozala d'Ivrea                              |                            |  |  |       |  |  |                       |  |  |                          |  |
|                         |            | Federico di Lussemburgo                     | Sigfrido di Lussemburgo    |  |  |       |  |  |                       |  |  |                          |  |
|                         |            | Federico di Lussemburgo                     | Sigfrido di Lussemburgo    |  |  |       |  |  |                       |  |  |                          |  |
|                         |            | Federico di Lussemburgo                     | Edvige di Nordgau          |  |  |       |  |  |                       |  |  |                          |  |
| Ogiva di Lussemburgo    |            | Federico di Lussemburgo                     |                            |  |  |       |  |  |                       |  |  |                          |  |
|                         |            | Ermentrude contessa di Gleiberg (ipotetico) | Heribert von der Wetterau  |  |  |       |  |  |                       |  |  |                          |  |
|                         |            | Ermentrude contessa di Gleiberg (ipotetico) | Heribert von der Wetterau  |  |  |       |  |  |                       |  |  |                          |  |
|                         |            | Ermentrude contessa di Gleiberg (ipotetico) | Irmintrudis von Avalgau    |  |  |       |  |  |                       |  |  |                          |  |
| Baldovino VI di Francia |            | Ermentrude contessa di Gleiberg (ipotetico) |                            |  |  |       |  |  |                       |  |  |                          |  |
|                         | Ugo Capeto | Ugo il Grande                               |                            |  |  |       |  |  |                       |  |  |                          |  |
|                         | Ugo Capeto | Ugo il Grande                               |                            |  |  |       |  |  |                       |  |  |                          |  |
|                         | Ugo Capeto | Edvige di Sassonia                          |                            |  |  |       |  |  |                       |  |  |                          |  |
| Roberto II di Francia   | Ugo Capeto |                                             |                            |  |  |       |  |  |                       |  |  |                          |  |
|                         |            | Adelaide d'Aquitania                        | Guglielmo III di Aquitania |  |  |       |  |  |                       |  |  |                          |  |
|                         |            | Adelaide d'Aquitania                        | Guglielmo III di Aquitania |  |  |       |  |  |                       |  |  |                          |  |
|                         |            | Adelaide d'Aquitania                        | Gerloc                     |  |  |       |  |  |                       |  |  |                          |  |
| Adele di Francia        |            | Adelaide d'Aquitania                        |                            |  |  |       |  |  |                       |  |  |                          |  |
|                         |            | Guglielmo I di Provenza                     | Bosone II di Provenza      |  |  |       |  |  |                       |  |  |                          |  |
|                         |            | Guglielmo I di Provenza                     | Bosone II di Provenza      |  |  |       |  |  |                       |  |  |                          |  |
|                         |            | Guglielmo I di Provenza                     | Constance di Provenza      |  |  |       |  |  |                       |  |  |                          |  |
| Costanza d'Arles        |            | Guglielmo I di Provenza                     |                            |  |  |       |  |  |                       |  |  |                          |  |
|                         |            | Adelaide d'Angiò                            | Folco II d'Angiò           |  |  |       |  |  |                       |  |  |                          |  |
|                         |            | Adelaide d'Angiò                            | Folco II d'Angiò           |  |  |       |  |  |                       |  |  |                          |  |
|                         |            | Adelaide d'Angiò                            | Gerberga                   |  |  |       |  |  |                       |  |  |                          |  |
|                         |            | Adelaide d'Angiò                            |                            |  |  |       |  |  |                       |  |  |                          |  |